# Abdelkrim Oudni
 (janvier 2020).
Si vous disposez d'ouvrages ou d'articles de référence ou si vous connaissez des sites web de qualité traitant du thème abordé ici, merci de compléter l'article en donnant les références utiles à sa vérifiabilité et en les liant à la section « Notes et références ».
Abdelkrim Oudni est un footballeur algérien né le 11 août 1982 à Alger. Il évoluait au poste de milieu défensif au WA Boufarik.

## Palmarès
- Accession en Ligue 1 en 2012 avec le CA Bordj Bou Arreridj.
- Accession en Ligue 1 en 2017 avec le Paradou AC.